# Linus Pihl
Linus Pihl, född 4 augusti 2003, är en svensk friidrottare som tävlar i kortdistanslöpning.

## Karriär
Pihl har ett SM-silver utomhus på 200 meter från 2023, och ett SM-silver inomhus på samma distans från 2024. Hans personliga rekord på distansen är 20,92 sekunder från maj 2024.